# Broløkke (Viby Sogn)
 Denne artikel omhandler byen Broløkke (Viby Sogn). Der er også andre byer med dette navn, se Broløkke.
Broløkke  nævnes første gang i 1325 og er nu en avlsgård under Hverringe Gods. Gården ligger i Viby Sogn, Bjerge Herred, Kerteminde Kommune. Hovedbygningen er opført i 1898 efter en brand i avlsbygningerne.
Broløkke er på 268,6 hektar

## Ejere af Broløkke
- (1325-1350) Ludvig Albertsen
- (1350-1390) Niels Jonsen
- (1390-1420) Jens Jensen
- (1420-1445) Jørgen Urne
- (1445-1485) Knud Jacobsen Reventlow
- (1485-1510) Jacob Knudsen Reventlow
- (1510-1540) Tønne Pallesen Viffert
- (1540-1560) Tønne Tønnesen Viffert
- (1560-1580) Jacob Tønnesen Viffert
- (1580-1620) Jacob Jacobsen Viffert
- (1620) Anne Rønnow gift Hardenberg
- (1620-1645) Erik Hardenberg
- (1645-1655) Mette Eriksdatter Hardenberg gift Gyldenstierne
- (1655-1670) Preben Gyldenstierne
- (1670-1690) Mette Prebensdatter Gyldenstierne gift Bille
- (1690-1710) Frederik lensbaron Vittinghof
- (1710-1738) Johan Lehn
- (1738-1765) Lorents Petersen
- (1765-1784) Søren Jørgensen
- (1784-1820) Hans Jørgensen
- (1820-1825) Enke Fru Jørgensen gift Utke
- (1825-1853) Johan Frederik Utke
- (1853-1863) Johan Ernst Utke
- (1863-1865) Enke Fru Utke gift Dahl
- (1865-1868) Allan Dahl
- (1868-1875) Hans Juel
- (1875-1878) Niels Rudolph Juel
- (1878-1923) Hans Rudolf Juel
- (1923-1959) Niels Rudolf Juel
- (1959-1977) Ellen Nielsdatter Juel gift Reventlow
- (1977-2009) Niels Otto Rudolph Juel greve Reventlow
- (2009-) Alexander Juel greve Reventlow